# Zu (gruppo musicale)
Gli Zu sono un gruppo di musica rock strumentale sperimentale originario di Roma. Con la storica formazione in trio, composta da Paolo Mongardi alla batteria, Massimo Pupillo al basso e Luca Mai al sax baritono, la band ha pubblicato fino ad oggi 16 album ed alcuni split.
La band, pur con grandi cambiamenti da un punto di vista musicale, ha sviluppato negli anni uno stile riconoscibilissimo ed ha guadagnato una solidissima reputazione. Hanno suonato migliaia di concerti in tutto il mondo, dai più piccoli club ai più grandi festival, raggiungendo lo status di cult band e costruendosi da zero un notevole seguito.
Secondo alcuni è la band italiana con più concerti all’attivo, sia in patria che all’estero.

## Storia

### La formazione (1992-1996)
Nel 1992, Massimo Pupillo prova con il suo gruppo noise, i Sinatra, nella sala prove del centro sociale Spaziokamino ad Ostia, dove conosce un giovanissimo Jacopo Battaglia che suonava con i Virus X. Poco dopo le due band cominciano ad esibirsi insieme in alcuni locali e centri sociali di Roma. Luca Mai ha da pochissimo cominciato a studiare il sassofono contralto e talvolta suona con i Sinatra.
Nel 1993 i Gronge, storico combo romano, pubblicano il loro disco Teknopunkabaret con la Warner. Dopo l’uscita del disco molti elementi lasciano la formazione a causa di forti tensioni interne, e rimangono solo la cantante Tiziana Loconte ed il fonico Alberto Mattaroccia. Per il tour decidono di chiamare Massimo Pupillo a suonare il basso e, dopo alcuni mesi, quest'ultimo si rivolge a Jacopo Battaglia per suonare la batteria.
Nel 1995 dopo vari tentativi di trovare un chitarrista, i due chiamano Luca Mai a suonare con loro. Sono così i tre futuri Zu con la cantante a portare avanti il nome Gronge ancora per un anno. Nel frattempo Pupillo, Battaglia e Mai compongono musiche per vari spettacoli teatrali e radiodrammi e cominciano a sviluppare quello che poi sarà lo stile dei primi Zu. Tiziana Loconte decide di lasciare il gruppo per dedicarsi ad altri progetti.
Nel 1996 i tre decidono di ripartire con un nuovo progetto, questa volta completamente strumentale. Passano quasi tutto il giorno nella sala prove di Piazza degli Zingari a Roma, mentre lavorano di notte facendo i lavori più disparati, tra cui attaccare manifesti per concerti, per sopravvivere.

### I primi anni (1997-2001)
Nel 1997 decidono di registrare il loro primo demo, tuttora introvabile, e cercano un nome per il loro progetto. Dopo vari tentativi scelgono il nome Zu su suggerimento di Pupillo, ispirato dall’album degli Swans Die Tür ist zu, una raccolta appena uscita. La parola Zu significa chiuso e rappresenta esattamente la loro condizione in quegli anni, sempre chiusi in sala provare a provare.
Dopo aver registrato il primo demo cominciano anche i primi live nella capitale ed in altre città italiane. Inizialmente provano anche a cantare in inglese, esperimento che durerà poco tempo.
Nel 1998 aprono i concerti italiani degli Half Japanese e al termine del tour vengono invitati dalla band newyorkese a partecipare ad un album tributo che però non vedrà mai la pubblicazione. Nello stesso anno avviene l’incontro con Roy Paci presso gli studi di Radio Rai, dove Jacopo Battaglia e Massimo Pupillo vengono invitati a suonare dal direttore Pino Saulo presso la trasmissione “A bao a qu”. Decidono di invitare Roy Paci a suonare con loro e vanno insieme in studio per registrare il primo album.
Nel 1999 esce per la Wide Records il loro esordio Bromio che è accolto con ottime recensioni da tutta la stampa di settore. Per descrivere la musica contenuta nel disco qualcuno conia il termine “Jazz-Core”, una etichetta che la band faticherà molto a staccarsi di dosso.
La band affronta il suo lungo primo tour Europeo ed inizia una sorta di sodalizio artistico e rapporto di profonda amicizia con la band olandese The Ex con cui condivideranno il palco molte volte nel corso degli anni.
Nel 2000 escono per Felmay The Zu Side of the Chadbourne e Motorhellington entrambi con il chitarrista statunitense Eugene Chadbourne, veri e propri divertissement che la stessa band, negli anni successivi, bollerà come album del tutto prescindibili della loro discografia.
Nell’autunno del 2000 il gruppo torna ad essere un trio con la fine del sodalizio con il trombettista Roy Paci.
Nel dicembre del 2001, durante il loro secondo tour americano, gli Zu entrano negli storici studi Electrical Audio di Steve Albini a Chicago per registrare il loro nuovo album. Alle registrazioni prendono parte anche Ken Vandermark, Jeb Bishop e Fred Lonberg-Holm, ossia il gotha del nuovo jazz di Chicago con cui il gruppo ha stretto amicizia negli anni. Nel 2001 avviene anche il loro primo incontro con Mike Patton che invita il gruppo ad aprire la data romana del suo nuovo progetto Fantômas.

### Igneoed i lunghissimi tour (2002-2004)
Nel 2002 esce Igneo, stampato su varie etichette in giro per il mondo. Il disco viene accolto calorosamente dalla stampa specializzata e per la prima volta anche negli USA. Tra gli altri, il sassofonista e compositore americano John Zorn dichiara: "Avete creato una musica potente ed espressiva che spazza via totalmente ciò che molti gruppi fanno in questi giorni!"
Nel 2003 esce il loro primo album live, Live in Helsinki registrato durante il lunghissimo tour di supporto all’album. A settembre del 2003, durante il loro terzo tour americano, tornano in studio a Chicago, questa volta al Semaphore Studio con Bob Weston, per registrare il loro nuovo album. Questa volte in collaborazione con la band Spaceways Inc. formata da Ken Vandermark, Hamid Drake e Nate Mcbride.
La band è in tour perenne in questi anni, suonando una media di 200 concerti all’anno. Durante questi anni gli Zu creano una rete di contatti che li porterà in tour con moltissimi artisti di diversa estrazione: dai Canadesi No Means No, che hanno avuto una grandissima influenza sugli Zu nei loro primi anni, ai giapponesi Ruins.
In questi anni organizzano anche il loro primo festival itinerante chiamato Zu Fest. In tre edizioni parteciperanno, The Ex, Karate, Chicago Underground Duo, Flying Luttenbachers, Nels Cline, Dälek, Mats Gustafsson e Lightning Bolt.

### Dal free jazz di Chicago al sodalizio con Mike Patton (2004-2008)
Nel 2004 esce Radiale su Atavistic Records, album diviso in due parti: una prima parte di composizioni originali degli Zu in quartetto con Ken Vandermark e una seconda parte in doppio trio con gli Spaceways inc. dove le due band si misurano con cover di Sun Ra, Funkadelic ed Art Ensemble of Chicago. L’album viene eletto album jazz dell’anno dal The New York Times e ottiene ottime recensioni in tutto il mondo.
Nel 2005 esce The Way of the Animal Powers su Xeng Rec a nome Zu, ma in realtà è un lavoro in quartetto con il violoncellista Fred Lonberg-Holm. L’album è composto da una serie di improvvisazioni registrate in un solo giorno a Roma ed editate al computer da Battaglia.
Sempre nel 2005 la band, già in tour in Asia, viene invitata dai Fantomas ad aprire i loro concerti in Giappone, paese dove torneranno spesso negli anni successivi.
A testimonianza dei loro tour nel paese del sol levante, nel febbraio del 2006 esce per il solo mercato giapponese l’album live Rai sunawachi koe wo hassu/vernal equinox.
Nel 2005 il trio assieme a Geoff Farina dei Karate ha formato il supergruppo Ardecore.
È sempre del 2005 lo split con il duo hip hop newyorkese Dälek. Le illustrazioni di Miguel Ángel Martín in copertina e un singolare e ispirato video finito online ne fanno un oggetto di culto stampato in sole 600 copie.
Nel 2006 esce su Atavistic Records How to Raise an Ox, album composto da una serie di improvvisazioni con il sassofonista svedese Mats Gustaffson registrate da Matteo Spinazzè nello studio Locomotore di Roma. Sempre nel 2006 esce su Phonometak Series il loro split con la band americana Iceburn.
Nel 2007 la band collabora con la prestigiosa compagnia Socìetas Raffaello Sanzio prendendo parte e suonando live nello spettacolo “Vexilla regis prodeunt inferni“ diretto da Romeo Castellucci.
Sempre nel 2007 il gruppo viene invitato ad aprire il tour europeo della Fantômas/Melvins Big Band e comincia ad esibirsi in giro per il mondo in quartetto con Mike Patton sotto il nome di Zu/Patton Quartet. Nell’estate del 2007 durante il loro quarto tour americano entrano in studio a Los Angeles con i Melvins, alcune di queste registrazione finiranno nell’album Carboniferous del 2009.
Nel 2007 esce su Atavistic Rec. Identification with the Enemy: A Key to the Underworld. Questa volta l’album è registrato insieme al compositore/sound designer giapponese Nobukazu Takemura. È il primo album degli Zu fortemente contaminato dall’elettronica. Il tour li porta per la prima volta a suonare live alla BBC di Londra.
Nel 2008 escono altri due split: il primo, sempre su Phonometak Series, con il chitarrista Xabier Iriondo e Damo Suzuki, quest'ultimo cantante del gruppo krautrock Can.
Il secondo con il Teatro degli Orrori stampato in sole 666 copie su vinile. A giugno del 2008 il gruppo entra in studio al blocco A di Padova, con Giulio Ragno Favero per registrare il loro nuovo album
Nell’estate del 2008 l’attore americano Danny DeVito presenta, a sorpresa, il loro show in quartetto con Mike Patton a Roma.

### Carboniferous: la consacrazione, la crisi e l’uscita di Jacopo Battaglia (2009-2011)
Il 17 febbraio del 2009 esce su Ipecac Recordings Carboniferous. Considerato da molti come il loro “capolavoro”, viene eletto come disco dell’anno su numerose testate e gli Zu finiscono per la prima volta in copertina su alcune riviste di settore. Il tour mondiale che segue il disco è un grande successo con molti show soldout.
Vincono il premio PIMI come miglior gruppo nel 2009. Ad aprile del 2009 vengono invitati da Mike Patton per suonare in quartetto in Sudamerica. L’apice del tour è l’esibizione al Pepsi Fest di Santiago del Cile insieme a Chris Cornell, dove si esibiscono di fronte a 30mila persone.
Nei successivi due anni la band sarà continuamente in tour, ma i ritmi vertiginosi, la stanchezza e problemi personali li porteranno ad un passo dallo scioglimento.

### Gli anni di pausa (2011-2014)
A marzo del 2011 con un post congiunto sui social network, Jacopo Battaglia e la band annunciano ufficialmente la loro separazione e la volontà di andare avanti. Ma la gravità del momento fa sì che, già in estate, senza annunci e senza clamore, la band sembra aver esaurito il suo percorso. Luca Mai fonda il duo Mombu assieme ad Antonio Zitarelli, con cui sarà in giro per altri due o tre anni.
Jacopo Battaglia si trasferirà a Tokyo ed entrerà come polistrumentista (abbandonando del tutto la batteria) nei Bloody Beetroots, dove rimarrà in pianta stabile fino al 2015.
Massimo Pupillo decide di partire per un lungo viaggio e considera perfino di chiudere con la musica e dedicarsi ad altro. Questo viaggio lo porterà prima per quasi un anno a studiare con una maestra tibetana, Kandro Rimpoche, in Himalaya, e poi dopo un ritiro di tre mesi in un centro nello stato della Virginia, riceve un invito a registrare da parte di Gabe Serbian dei Locust. Dopo aver passato 10 giorni a San Diego, decide di assecondare il sogno di visitare la foresta amazzonica. Inizialmente pensando ad un mese, dopo essere arrivato in quei luoghi prolunga la prima visita per nove mesi, e dopo inizia a fare su e giù arrivando nel corso di quattro anni a vivere per due e mezzo presso un villaggio shipibo, sul fiume Ucayali del Perù. in questo periodo inizia a parlare con Luca Mai della sensazione che il progetto Zu avesse ancora qualcosa da dire.

### Il ritorno con Gabe Serbian (2014-2015)
Le registrazioni in duo con Gabe a San Diego diverranno la base dell'ep "Goodnight Civilization”, uscito nel 2014 per La Tempesta Dischi.
Con questo lavoro ed il successivo Cortar Todo, uscito nel 2015 ancora per Ipecac Recordings, la band esprime una specie di colpo di coda della fase metal andando ad esplorare tutte le possibilità del trio basso/batteria/sax in un suono carico e dirompente. L'innesto di Gabe è funzionale in questo momento, ma le difficoltà di portare avanti una band i cui membri vivono in continenti diversi è troppo forte. Nel frattempo si fa via via sentire anche una sensazione claustrofobica per aver intrapreso una via musicale che inizia a stare stretta alla stessa band.

### Le sperimentazioni (2015-2017)
Dopo Gabe Serbian entra nella band il batterista svedese, norvegese d'adozione, Tomas Jarmyr. Proveniente da studi accademici, grande improvvisatore, con una tecnica sopraffina, tiene benissimo il posto dietro le pelli degli Zu. Ma la pulsione creativa della band nel frattempo sembra essersi spostata. Gli anni di iato hanno portato ad esperienze umane e trasformazioni che non trovano più espressione nella musica che usciva una decina di anni prima. La musica entra in una fase introspettiva che porta a tre uscite sulla nuova etichetta inglese House Of Mythology, nata dalla volontà degli amici Ulver.
Il primo lavoro di questa fase, Jhator del 2017, contiene due brani di 20 minuti l'uno in cui gli strumenti classici degli Zu sono quasi assenti, per lasciare spazio a soluzioni corali con ben 11 musicisti provenienti da ogni parte del pianeta.
Il secondo album, che in realtà ha una genesi lunga 7 anni, essendo le registrazioni iniziate nel lontano 2011 a Roma, è una collaborazione con David Tibet dei Current 93.
Esce nel 2018 Mirror Emperor, un album quasi completamente acustico, in cui nuovamente sono quasi assenti gli strumenti classici degli Zu. Questa è una fase di revisione totale dell'approccio alla musica, molto più attenta alle intenzioni, alla composizione, che infatti si traduce in due album che non verranno mai eseguiti dal vivo.
Entrambi questi album vedono la partecipazione molto decisa di Stefano Pilia, chitarra e violoncello nel primo, e addirittura alla produzione e mix del secondo.

### Il ritorno di Jacopo (2017) eTerminalia Amazonia
Ancora una volta gli interessi e le direzioni divergono e la band sembra essere arrivata al capolinea. La direzione artistica degli ultimi album sembra non poter continuare senza un processo anche personale di trasformazione. Massimo annuncia di voler chiudere la sua esperienza Zu alla fine degli impegni già presi.
Nel frattempo l'etichetta viennese Trost records decide di pubblicare in vinile l'album del 2006 con Mats Gustaffson. L'uscita sembra la giusta occasione per concludere l'esperienza del gruppo in maniera celebrativa, con qualche data a giugno 2017, e invitando Jacopo Battaglia a tornare a sedersi alla batteria per sigillare insieme la lunga storia degli Zu. Ma quando il batterista ritorna a suonare con i compagni, dopo 7 anni, si crea una sensazione di magia e creatività che la band aveva dimenticato.
Si decide quindi di continuare almeno fino al mese di ottobre, alla cui data non ci sono dubbi sul ritrovato entusiasmo collettivo.
Il terzo album su HOM esce l'11 ottobre 2019 ed è intitolato Terminala Amazonia e rappresenta la summa del lavoro di questi anni.
I tre Zu originali ritrovati, in compagnia del fonico Lorenzo Stecconi, ormai con loro da cinque anni, lasciano completamente da parte i propri strumenti e per la prima volta scrivono musica insieme senza barriere e pensiero di genere musicale. Il risultato è un lavoro principalmente per sintetizzatori analogici e field recording.

## Formazione

### Formazione attuale
- Luca Mai - sax baritono (1997-presente)
- Massimo Pupillo - basso (1997-presente)
- Paolo Mongardi - batteria (2024-presente)

### Ex componenti
- Jacopo Battaglia - batteria (1997-2011, 2017-2020)
- Tomas Järmyr - batteria (2015-2018)
- Gabe Serbian - batteria (2014-2015)
- Roy Paci - tromba (1998-1999)

### Ospiti
- Eugene Chadbourne - voce e chitarra su The Zu Side of the Chadbourne e Motorhellington
- Fred Lonberg Holm - violoncello su Igneo e The Way of the Animal Powers
- Jeb Bishop - trombone su Igneo
- Ken Vandermark - sassofoni su Igneo
- Xabier Iriondo - su Zu/Iceburn
- Nobukazu Takemura - su Identification with the Enemy-A Key to the Underworld
- Mike Patton - su Carboniferous
- Buzz Osborne - su Carboniferous
- Giulio Favero - su Carboniferous
- Mark Greenway - su Goodnight, Civilization
- David Tibet - su Mirror Emperor
- Stefano Pilia su Mirror Emperor e Jhator

## Discografia

### Album in studio
- 1999 - Bromio
- 2000 - The Zu Side of the Chadbourne con Eugene Chadbourne
- 2000 - Motorhellington con Eugene Chadbourne
- 2002 - Igneo
- 2003 - Live in Helsinki
- 2004 - Radiale con gli Spaceways Inc.
- 2005 - The Way of the Animal Powers
- 2006 - How to Raise an Ox con Mats Gustaffson
- 2006 - Rai Sanawachi Koe Wo Hassu
- 2007 - Identification with the Enemy - A Key to the Underworld
- 2009 - Carboniferous
- 2014 - The Left Hand Path con Eugene Robinson
- 2015 - Cortar Todo
- 2017 - Jhator
- 2018 - ZU93 Mirror Emperor con David Tibet
- 2019 - Terminalia Amazonia

### EP
- 2014 - Goodnight, Civilization

### Split e singoli
- 2005 - Zu v/s Dälek (feat Økapi)
- 2006 - Zu/Iceburn
- 2008 - Il Teatro degli Orrori + Zu

### Singoli
- 2007 - 7" Picture Disk (feat Økapi)

### Compilation
- 2003 - Portrait nr. 2, Emma Goldman in Fragments
- 2004 - Beta in What's your function? with Økapi
- 2008 - Lunga è la notte in Amore non ne avremo - 26 canzoni per Peppino Impastato
- 2009 - Maledetto sedicesimo in Afterhours presentano: Il paese è reale (19 artisti per un paese migliore?)